# PRV–11
A PRV–11 (NATO-kódneve: Side Net) magasságmérő rádiólokátor, melyet a Szovjetunióban fejlesztettek ki. A lokátort a Magyar Néphadsereg is hadrendbe állította.

## Leírás
A PRV–11 szállítható, bólintó magasságmérő rádiólokátor, melyet a P–14 és a P–35/37 célfelderítő lokátorokkal, vagy az Almaz SZ–75 Dvina és az Almaz SZ–125 Nyeva/Pecsora légvédelmi rakétarendszerekkel lehetett közösen alkalmazni. A PRV–11 egy parabola antennával működött, melyet az elektronikai kabinjának két oldalára erősített rácsos elrendezésű csőből készült konzolok tartottak.